# قائمة شخصيات فرنشايز اختلال ضال
اختلال ضال هو علامة تجارية إعلامية للجريمة للغرب الأمريكي الجديد ابتكره المخرج الأمريكي فينس غيليغان، ويستند أساسًا إلى المسلسل التلفزيوني اختلال ضال (2008–13) ويعد من الأفضل الاتصال بسول بادئة وتتمة للعمل (2015–22) وفيلمه التكميلي هو إل كامينو: بريكنغ باد موفي. فيما يلي قائمة مختصرة بالشخصيات للأعمال الثلاثة.

## جدول الطاقم
| الشخصيات                   | يصورها             | اختلال ضال | اختلال ضال | اختلال ضال | اختلال ضال | اختلال ضال | اختلال ضال | من الأفضل الاتصال بسول | من الأفضل الاتصال بسول | من الأفضل الاتصال بسول | من الأفضل الاتصال بسول | من الأفضل الاتصال بسول | من الأفضل الاتصال بسول | إل كامينو: بريكنغ باد موفي | عدد |
| الشخصيات                   | يصورها             | 1          | 2          | 3          | 4          | ج1         | ج2         | 1                      | 2                      | 3                      | 4                      | 5                      | 6                      | إل كامينو: بريكنغ باد موفي | عدد |
| -------------------------- | ------------------ | ---------- | ---------- | ---------- | ---------- | ---------- | ---------- | ---------------------- | ---------------------- | ---------------------- | ---------------------- | ---------------------- | ---------------------- | -------------------------- | --- |
| والتر وايت / هايزنبيرغ     | براين كرانستون     | رئيسي      | رئيسي      | رئيسي      | رئيسي      | رئيسي      | رئيسي      |                        |                        |                        |                        |                        | دور مساعد              | كاميو                      | 65  |
| سكايلر وايت                | آنا غان            | رئيسي      | رئيسي      | رئيسي      | رئيسي      | رئيسي      | رئيسي      |                        |                        |                        |                        |                        |                        |                            | 62  |
| جيسي بينكمان               | آرون بول           | رئيسي      | رئيسي      | رئيسي      | رئيسي      | رئيسي      | رئيسي      |                        |                        |                        |                        |                        | ظهور متكرر             | بطولة                      | 65  |
| هانك شريدر                 | دين نوريس          | رئيسي      | رئيسي      | رئيسي      | رئيسي      | رئيسي      | رئيسي      |                        |                        |                        |                        | ظهور متكرر             |                        |                            | 55  |
| ماري شريدر                 | بيتسي براندت       | رئيسي      | رئيسي      | رئيسي      | رئيسي      | رئيسي      | رئيسي      |                        |                        |                        |                        |                        | دور شرفي               |                            | 52  |
| والتر وايت الأصغر          | آر جي مت           | رئيسي      | رئيسي      | رئيسي      | رئيسي      | رئيسي      | رئيسي      |                        |                        |                        |                        |                        |                        |                            | 53  |
| غاس فرينغ                  | جيانكارلو اسبوزيتو |            | ظهور متكرر | رئيسي      | رئيسي      |            |            |                        |                        | رئيسي                  | رئيسي                  | رئيسي                  | رئيسي                  |                            | 59  |
| جيمي ماكغيل / «سول غودمان» | بوب أودينكيرك      |            | ظهور متكرر | رئيسي      | رئيسي      | رئيسي      | رئيسي      | رئيسي                  | رئيسي                  | رئيسي                  | رئيسي                  | رئيسي                  | رئيسي                  |                            | 99  |
| مايك إيرمنتروت             | جوناثان بانكس      |            | ضيف        | رئيسي      | رئيسي      | رئيسي      |            | رئيسي                  | رئيسي                  | رئيسي                  | رئيسي                  | رئيسي                  | رئيسي                  | كاميو                      | 85  |
| ليديا رودرت-كويل           | لورا فريزر         |            |            |            |            | ظهور متكرر | رئيسي      |                        |                        | ظهور متكرر             | ضيف                    | ضيف                    |                        |                            | 13  |
| تود ألكويست                | جيسي بليمنز        |            |            |            |            | ظهور متكرر | رئيسي      |                        |                        |                        |                        |                        |                        | داعم                       | 12  |
| كيم ويكسلر                 | ريا سيهورن         |            |            |            |            |            |            | رئيسي                  | رئيسي                  | رئيسي                  | رئيسي                  | رئيسي                  | رئيسي                  |                            | 60  |
| هاورد هاملين               | باتريك فابيان      |            |            |            |            |            |            | رئيسي                  | رئيسي                  | رئيسي                  | رئيسي                  | رئيسي                  | رئيسي                  |                            | 44  |
| ناتشو فارغا                | مايكل ماندو        |            |            |            |            |            |            | رئيسي                  | رئيسي                  | رئيسي                  | رئيسي                  | رئيسي                  | رئيسي                  |                            | 33  |
| تشاك ماكغيل                | مايكل مكيان        |            |            |            |            |            |            | رئيسي                  | رئيسي                  | رئيسي                  | ظهور متكرر             |                        | ضيف                    |                            | 28  |
| لالو سالامانكا             | توني دالتون        |            |            |            |            |            |            |                        |                        |                        | ظهور متكرر             | رئيسي                  | رئيسي                  |                            | 16  |

## الشخصيات الرئيسية

### شخصيات قُدّمت فياختلال ضال

#### والتر وايت

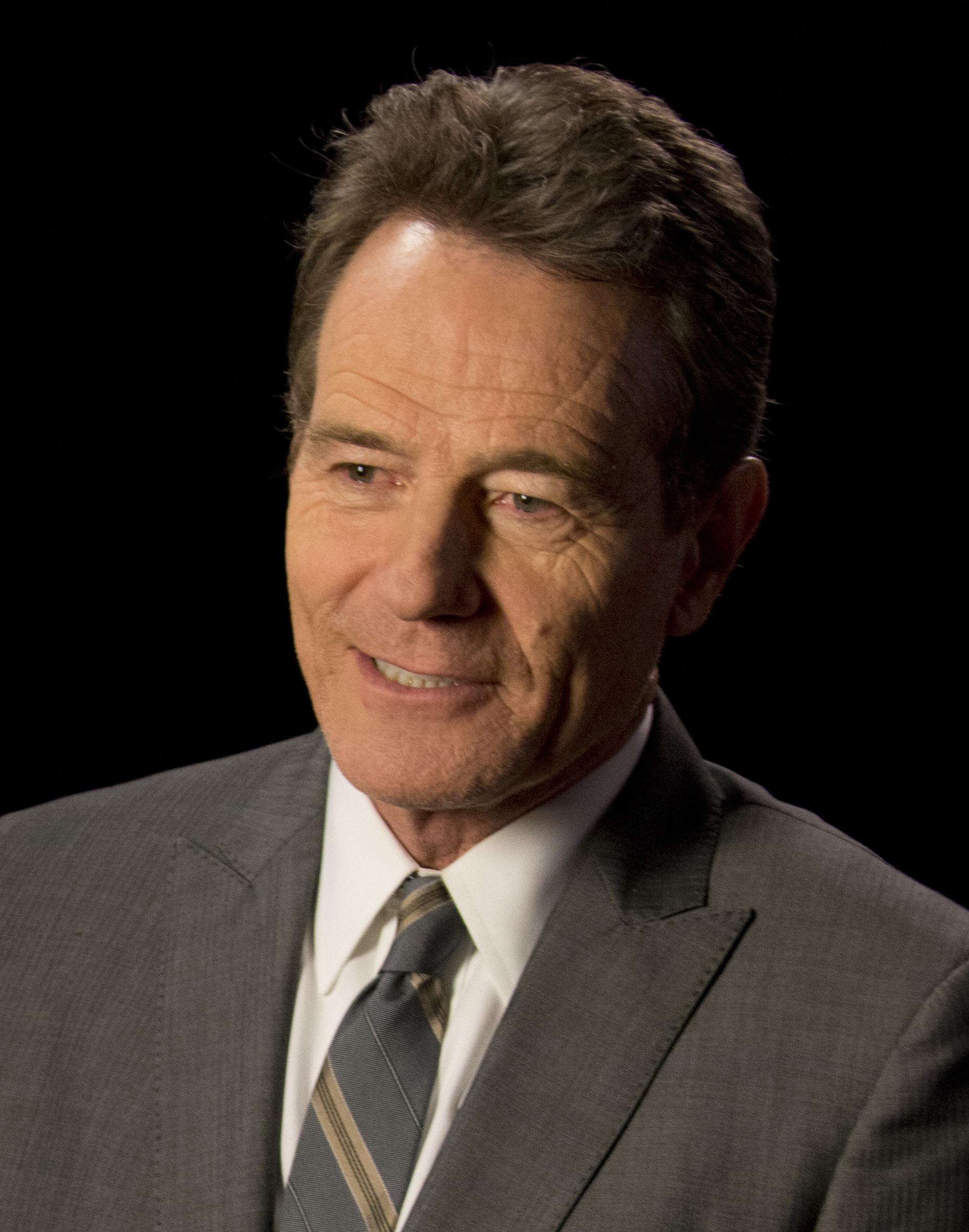
براين كرانستون

والتر هارتويل «والت» وايت، الأب (أدى الشخصية براين كرانستون) هو من ذوي الدخل المنخفض ويعمل معلماً لمادة الكيمياء في مدرسة ثانوية في ألباكركي، نيومكسيكو. بعد تشخيصه بسرطان الرئة، يبدأ في تصنيع الميثامفيتامين لإعالة أسرته بعد وفاته. وبسبب عدم معرفته بتجارة المخدرات، يطلب العون من أحد طلابه السابقين، جيسي بينكمان، ليبيع له الميث الذي يقوم هو بتصنيعه. بسبب معرفة والت العلمية وحرصه على الجودة ينجح في إنتاج أنقى وأشد أنواع الميثامفيتامين فاعلية متغلباً بذلك على جميع المنافسين. لتجنّب مشقة تجميع مادة السودوإيفيدرين اللازمة لإنتاج المخدر، يبتكر والت عملية كيميائية بديلة باستخدام الميثيلامين، معطياً بذلك منتجه لونه الأزرق المميز. يهيمن الكريستال ميث الذي يصنعه والتر على السوق، ويُعطى مسمى «السماء الزرقاء» في الشارع، ويؤدي به ذلك إلى مواجهات مع كبار تجار المخدرات في منطقته. دائماً ما ينادي جيسي والتر بـ«السيد وايت»، مقلداً بذلك فيلم كلاب مستودع للمخرج كوينتن تارانتينو.
في بداية مشواره يكون والتر شديد الحساسية تجاه استخدام العنف ولكنه يقتنع تدريجياُ بأنه أمرٌ ضروريٌ. ويجد أيضاً أن وضعه الحالي كزعيم في صناعة المخدرات أمراً جيداً من الناحية النفسية. مما يدفعه إلى أن يصبح أقل وأقل تردداً في اللجوء إلى الأعمال الإجرامية مثل السرقة والابتزاز وغسيل الأموال، والقتل. بالتعمّق المتواصل لوالتر في عالم الجريمة يكشف عن مستويات هائلة مكبوتة بداخله من الطموح، الغضب، الاستياء، والغرور، والقسوة المتزايدة التي تبعده عن أسرته وزملائه.
بدءت إمبراطورية المخدرات التي أنشئها والتر بالانحدار بعدما شهد مقتل عديله هانك شريدر على يد جاك الذي قام أيضاً بسرقة أغلب أموال والتر التي كسبها من تجارته. يضطر والتر للاختباء في منفاه في نيوهامبشر مستخدماً اسم لامبرت للتستر، لكنه يقرر العودة إلى ألباكركي لينتقم من جاك وعصابته. يقوم والتر بعد عودته بشراء رشاش إم 60، ويذهب إلى منزله ليأخذ سم الريسين الذي خبأه فيه، ثم يقوم بعد ذلك بإجبار غريتشن وإليوت شوارتز على إعطاء الـ9.7 مليون دولار المتبقية معه لابنه والتر وايت الأصغر في عيد ميلاده الثامن عشر تحت ستار العمل الخيري. بعد ذلك يقوم والت بزيارة زوجته سكايلر لآخر مرة ويعترف أنه في نهاية المطاف مستمتعٌ بعمله في صناعة المخدرات، وأنه لم يفعل كل ذلك لتوفير المال لأفراد أسرته بخلاف ما كان يخبر به سكايلر طوال الأشهر الماضية، ويقوم بإعطائها إحداثيات المكان الذي دفن فيه هانك ويأمرها بأن تستخدم الإحداثيات لإجراء صفقة قضائية.
بعد لقاءه بسكايلر يذهب والتر إلى المنشأة التي يتواجد بها جاك عم تود، حيث يُحتجز جيسي كسجين مجبراً على طبخ الميث لجاك وعصابته. في بادئ الأمر، كان والتر يظن أن جيسي أصبح شريكاً لهم، لكن بعد معرفته بالحقيقة يقرر مساعدته مستخدماً رشاش إم 60 منهياً بذلك حياة جميع أفراد العصابة ما عداه، وجيسي، وجاك وتود. يقوم جيسي بالثأر من تود لقتله صديقته أندريا كانتيلو بخنقه حتى الموت، كما ينتقم والتر من جاك لقتله هانك برصاصة في الرأس. ثم يحاول والتر أن يجعل جيسي يقتله من خلال الكشف بأنه مصاب برصاصة طائشة من رشاش إم 60 لكن جيسي يرفض ويخبره بأن يفعل ذلك بنفسه. ويتلقى والتر مكالمةً هاتفية من ليديا على هاتف تود ويخبرها بأنها ستموت قريباً جراء سم الريسين الذي وضعه لها في شرابها، ثم يذهب إلى مختبر تود الذي يصنع فيه الميث سامحاً لجيسي بالهرب من المكان بسيارته. يقضي والتر آخر لحظاته مستمتعاً بتأمل معدات المختبر ثم يموت، بعدها تصل الشرطة لتجد جثته في المختبر.
في النسخة الجديدة باللغة الأسبانية من المسلسل المسماة "ورم خبيث"، تمت إعادة تسمية شخصيته إلى والتر بلانكو وقام بتأديتها الممثل دييجو تروخيو.

#### سكايلر وايت

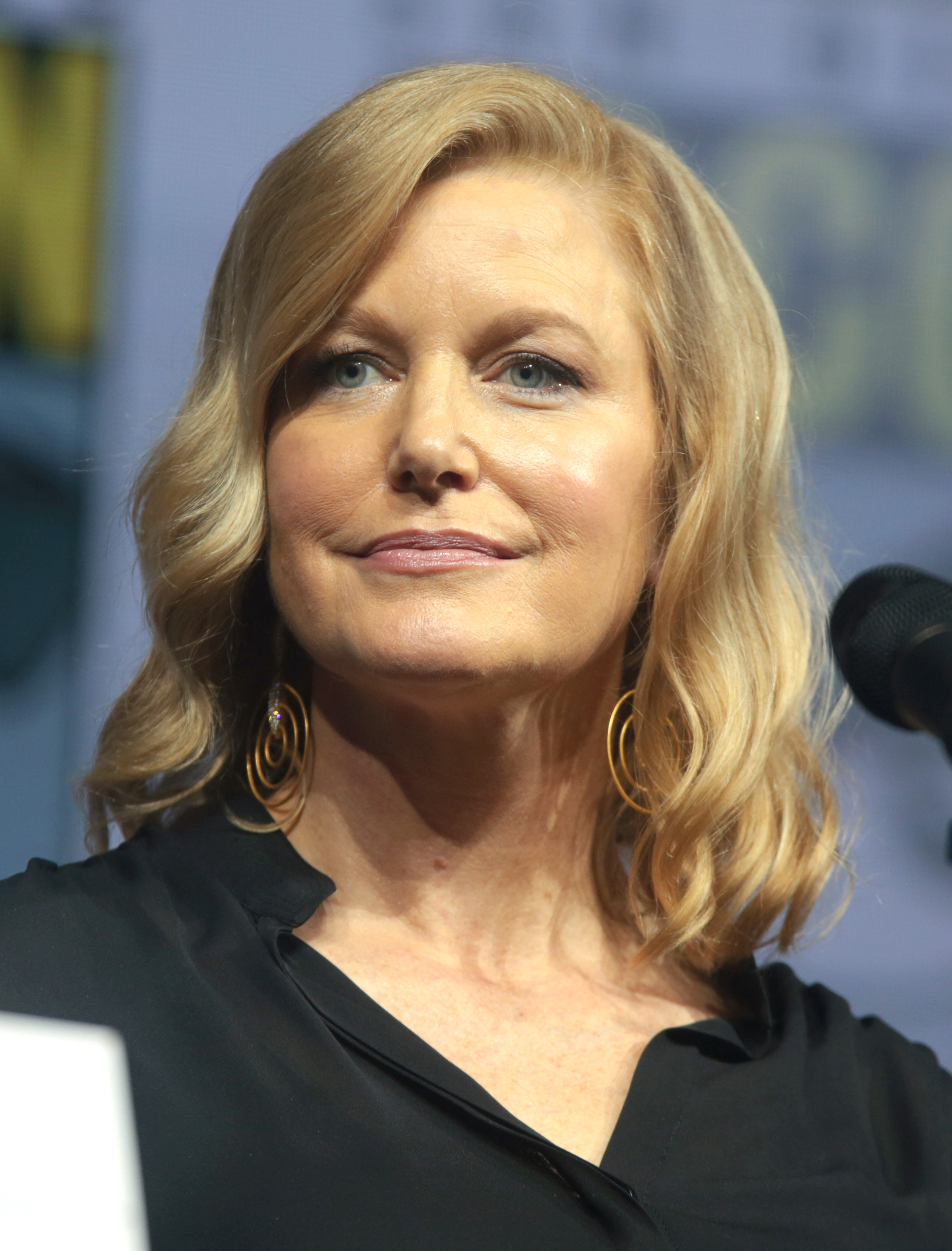
آنا غان

سكايلر وايت (ني لامبرت) (أدت الشخصية آنا غان)، هي زوجة والتر وايت. كانت لديها عدة مصادر ضئيلة للدخل: كتابة القصص القصيرة، وبيع السلع على موقع إيباي، والعمل كمحاسبة، وفي نهاية المطاف مساعدة زوجها في غسيل الأموال. لسكايلر ووالتر ابن هو والتر وايت الأصغر، وطفلة رضيعة اسمها هولي.
سكايلر تهتم بوالتر كثيراً، ولكن يصبح زواجهما في توتر متزايد بسبب الغيابات الغير المبررة والتصرفات الغريبة لوالتر، مما يؤدي في النهاية إلى انفصالهما. في وقت لاحق، وبمجرد ما أن يكشف والتر عمليته، تقوم سكايلر بمساعدته في غسل أمواله بشرائهما لمغسلة السيارات التي سبق وأن عمل بها والتر. على الرغم من أنها تساعد والتر، إلا أنها لا تزال مستاءةً من الوضع بشكل عام. مع استمرار والتر في التحول ببطء إلى «مجرم متلبد الأحاسيس»، تتزايد مشاعر سكايلر بالخوف والقلق من والتر على نحو مستمر.
عندما تقابلت سكاير مع هانك أخبرها بأنه يحتاج إلى مساعدتها لتوفير ما يكفي من الأدلة لبناء قضية ناجحة ضد والتر، إلا أن سكايلر تفزع وتطلب محامياً لها، وتخبر والتر أنه يجب عليهما التزام الصمت.
في النسخة الجديدة باللغة الأسبانية من المسلسل المسماة «ميتاستاسيس»، تمت إعادة تسمية شخصيتها إلى سيلو بلانكو وقام بتأديتها الممثلة ساندرا رييس.

#### جيسي بينكمان

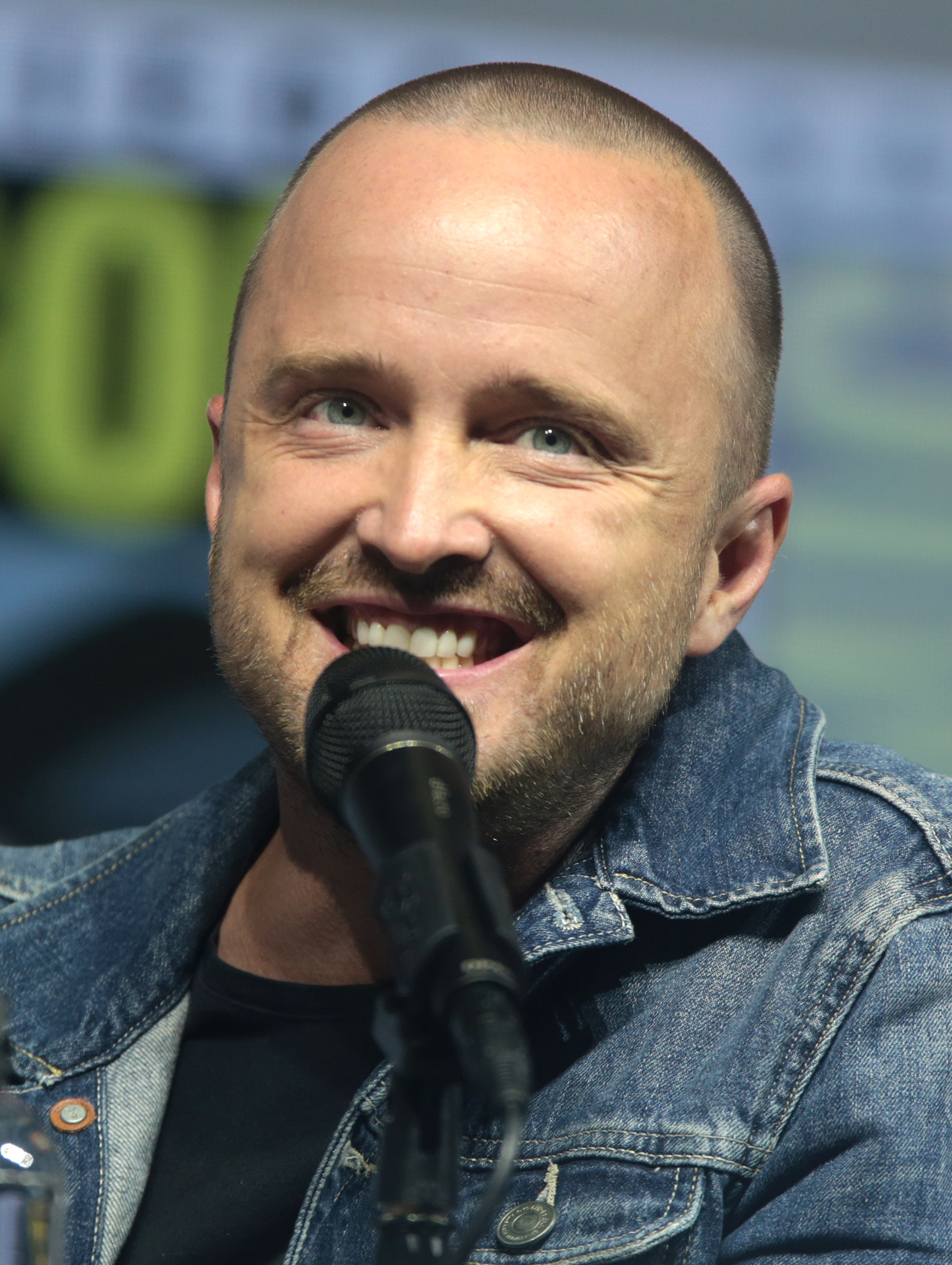
آرون بول

جيسي بينكمان (أدّى الشخصية آرون بول) هو مدمن سابق للميثامفيتامين، ومصنّع، وموزّع له. عندما كان في المدرسة الثانوية، كان جيسي من طلاب والتر وايت المهملين في مادة الكيمياء. والآن وهو في منتصف العشرين، يصبح الشريك التجاري لوالتر في تجارة الميث. جيسي شاب مندفع، محب للمتعة، غير متعلّم، لكنه حسن المظهر وخجول أيضاً. يتحدث بطريقة عامية، حب ارتداء الملابس المبهرجة متبعاً آخر صيحات الموضة في الثقافة الشبابية، يلعب ألعاب الفيديو، يستمع إلى موسيقى الراب وموسيقى الروك، يستخدم المخدرات لأجل الترفيه، ويحب قيادة السيارات المعدلة. عندما أصبح لدى جيسي الكثير من المال، أصبح عادةً ينفقه في إقامة الحفلات الطويلة لأصدقائه وأيضاً الغرباء أو في شراء أغراض مثل شاشة التفلزيون العملاقة التي اشتراها لمنزله. قبل شراكته مع والت، كان جيسي يضيف القليل من مسحوق الفلفل الحار لجعل المثامفيتامين الذي يصنعه يبرز في السوق، إلا أن والتر أصر على صنع منتج نقي، وقام بتدريس جيسي الإجراءات اللازمة للقيام بذلك. والت يعامل جيسي مثل الابن الجاهل الذي يحتاج إلى التأديب بصرامة. وعلى الرغم من الخلافات بينهما، إلا أن بينهم علاقة عميقة بالولاء لكلٍ منهما.
مثل والت (على الأقل في البداية)، رُوّع جيسي بوحشية من قِبل التجار ذوي المستويات العليا في تجارة المخدرات، ولكنه يفعل ما يراه ضرورياً.

#### هانك شريدر

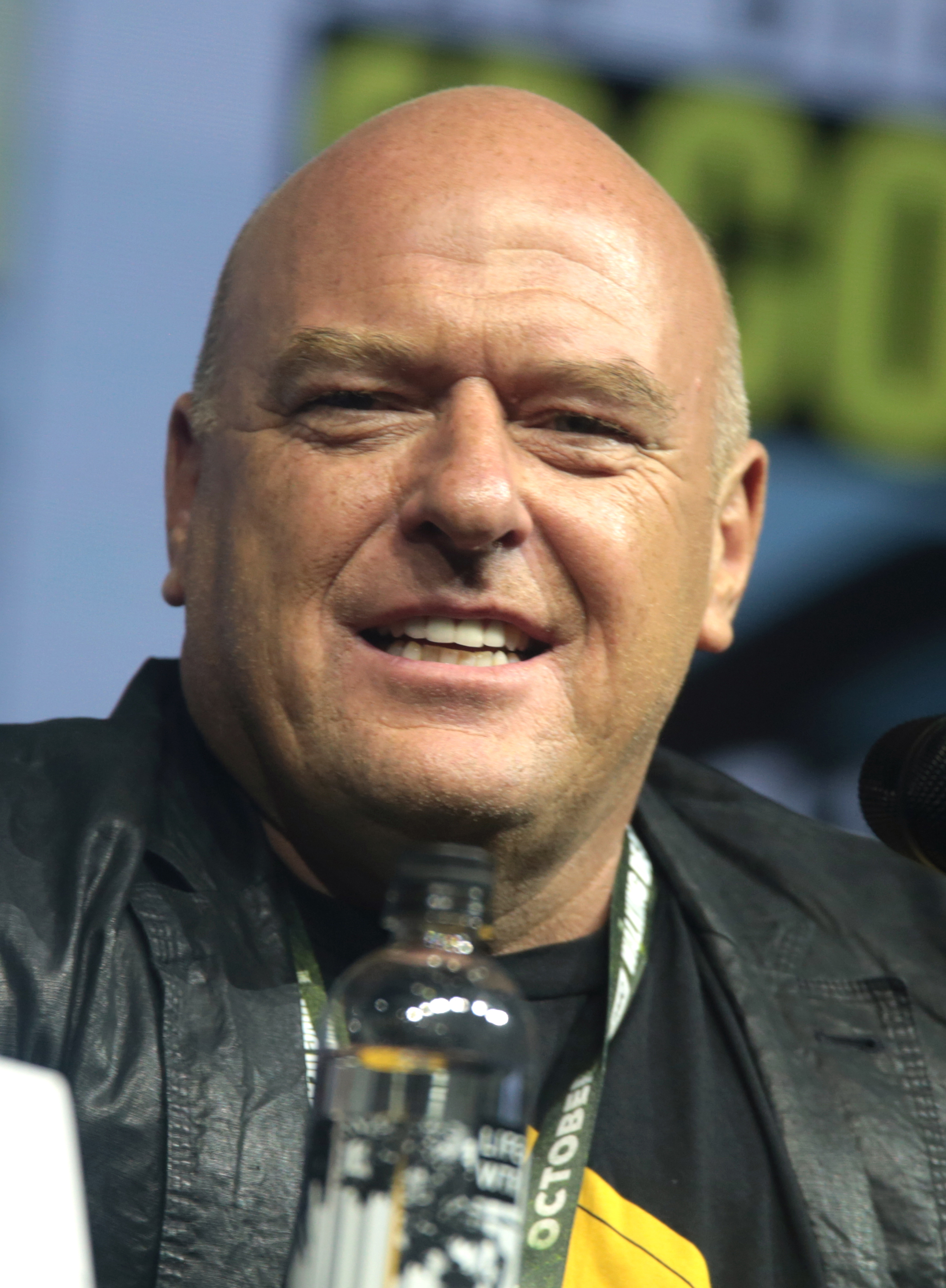
دين نوريس

#### ماري شريدر

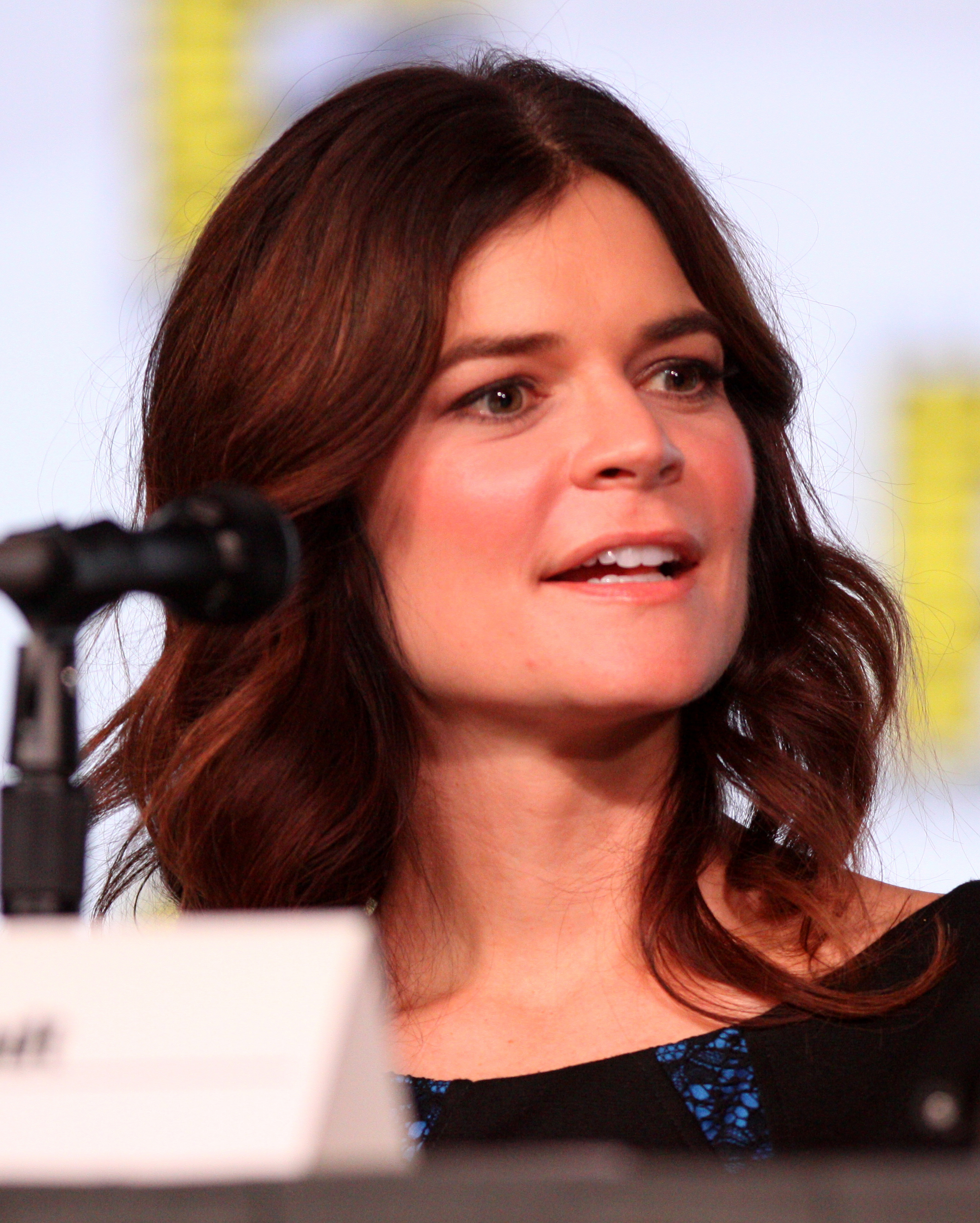
بيتسي براندت

#### والتر وايت الأصغر

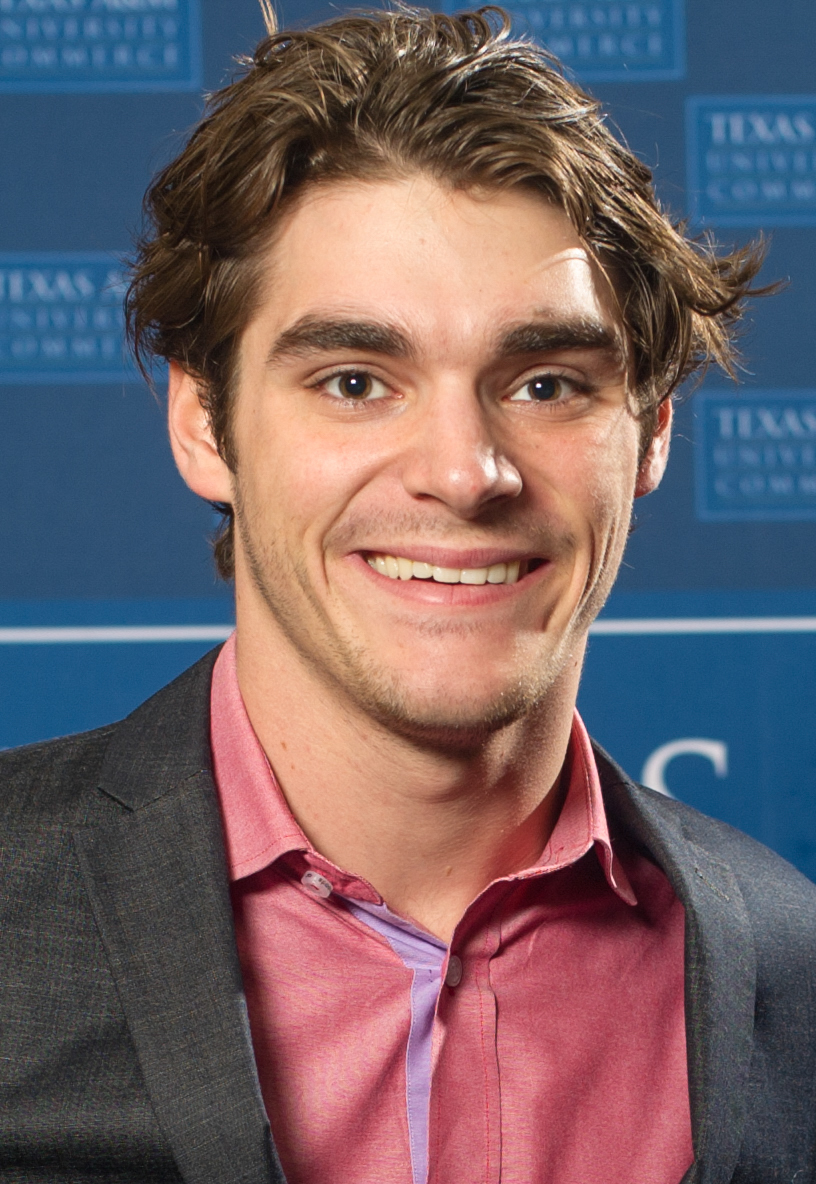
آر جي مت

#### سول غودمان

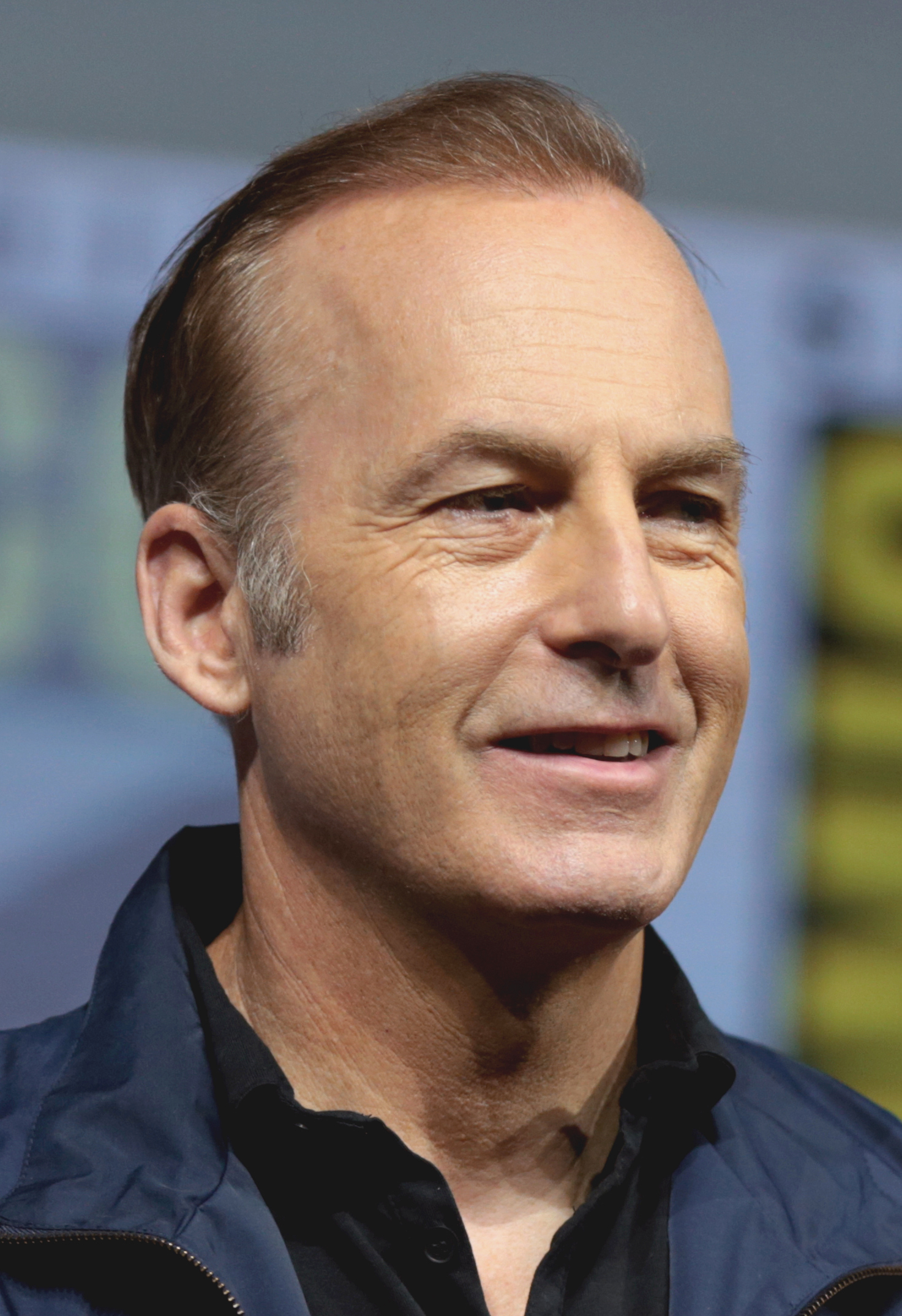
بوب أودينكيرك

#### غاس فرينغ

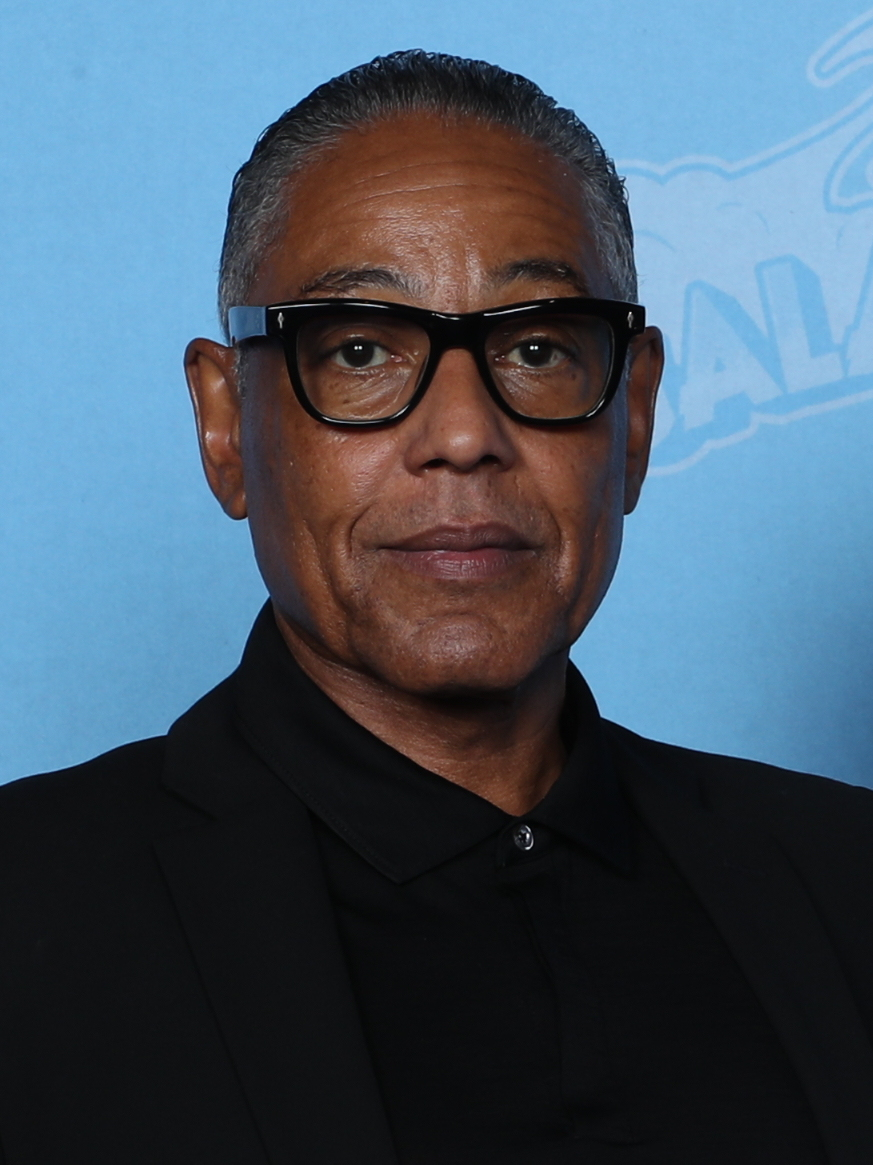
جيانكارلو اسبوزيتو

#### مايك إيرمنتروت

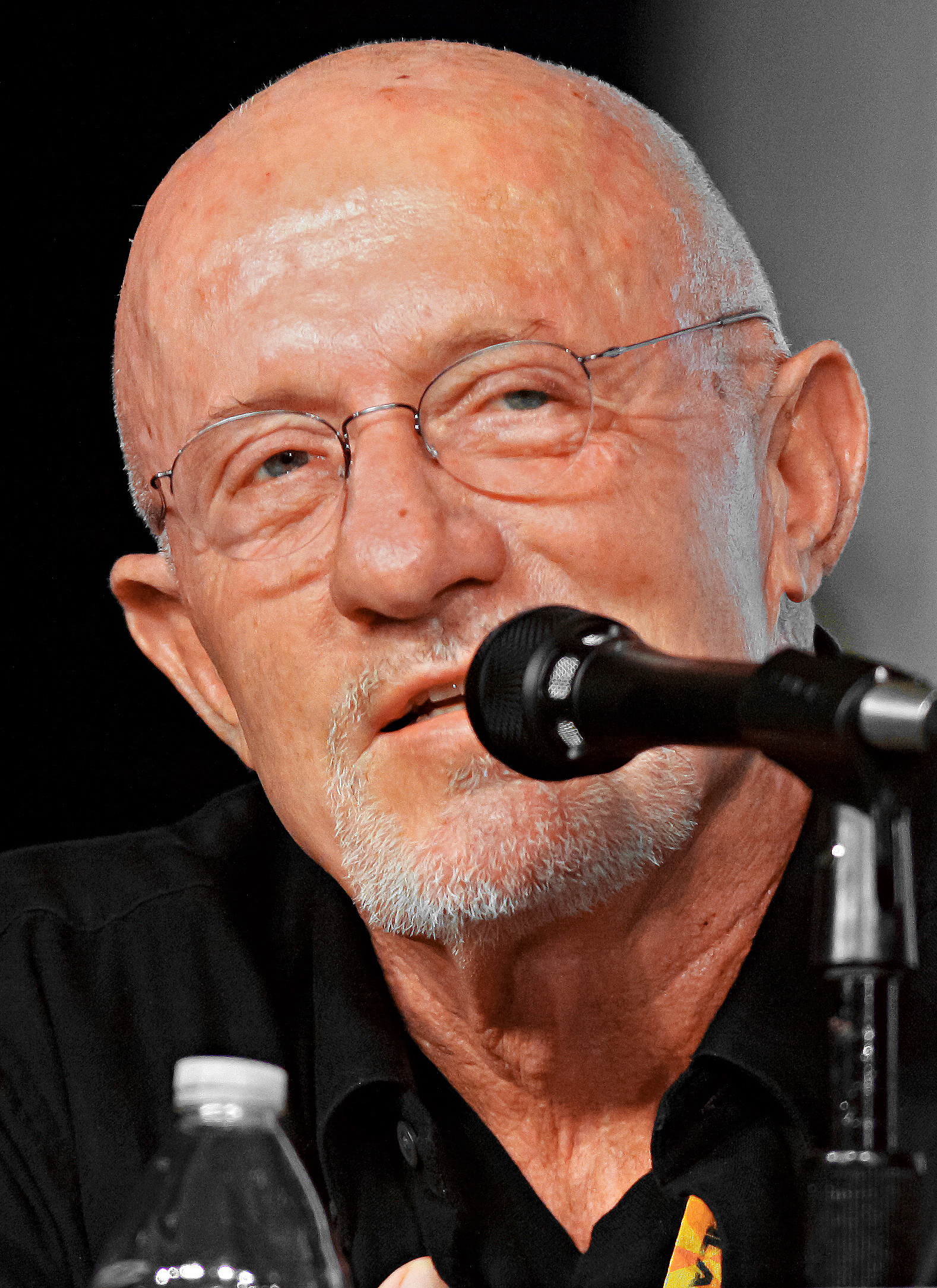
جوناثان بانكس

#### ليديا رودرت-كويل

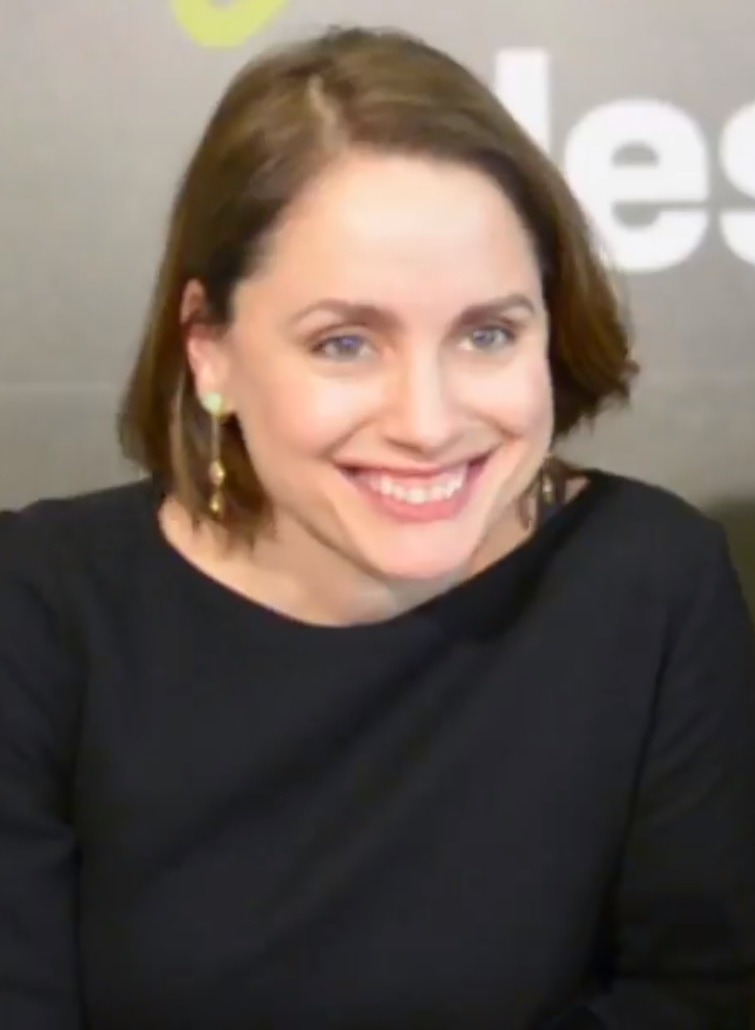
لورا فريزر

#### تود ألكويست

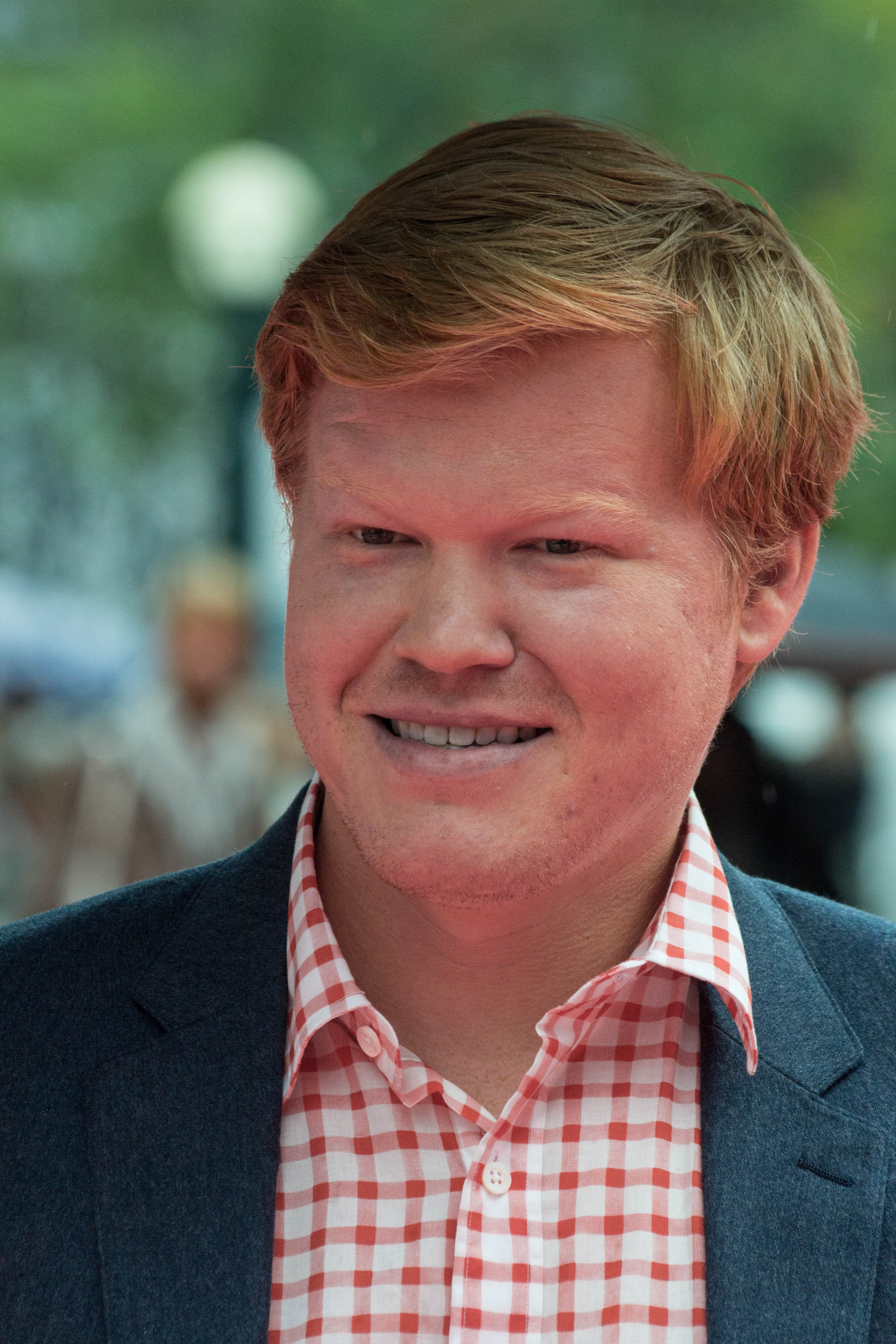
جيسي بليمنز

### شخصيات قُدّمت فيمن الأفضل الاتصال بسول

#### كيم ويكسلر

ريا سيهورن

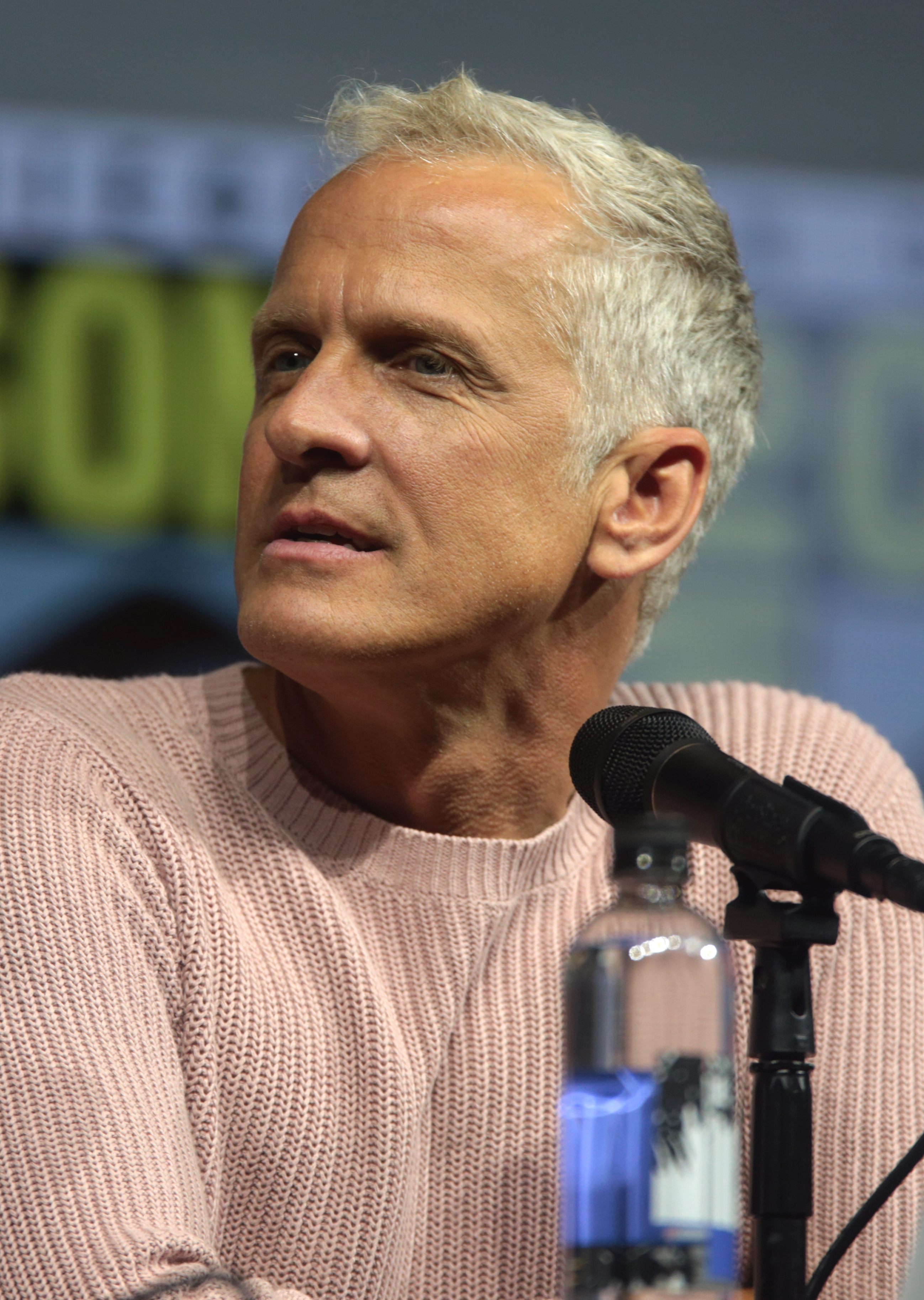
باتريك فابيان

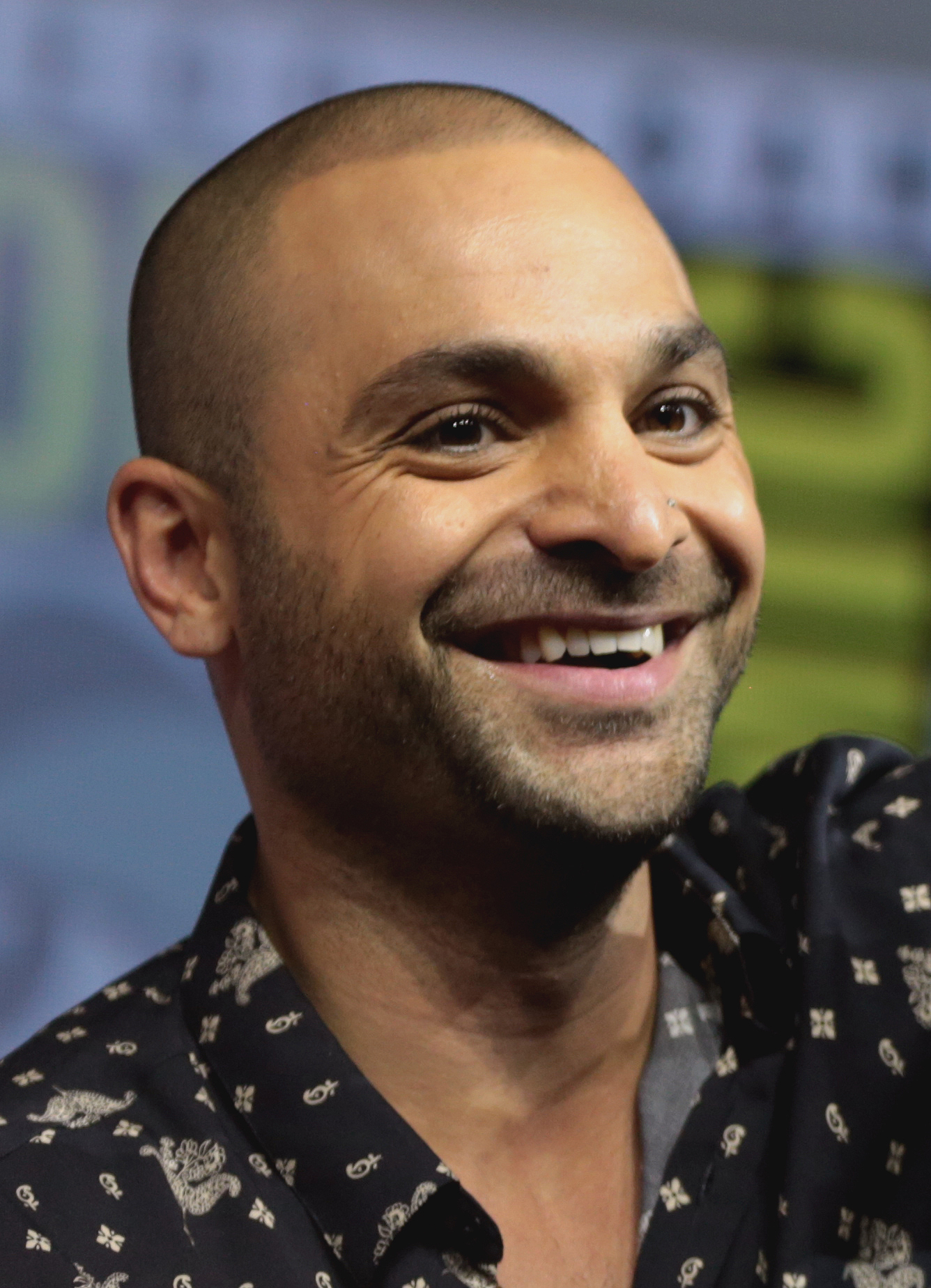
مايكل ماندو

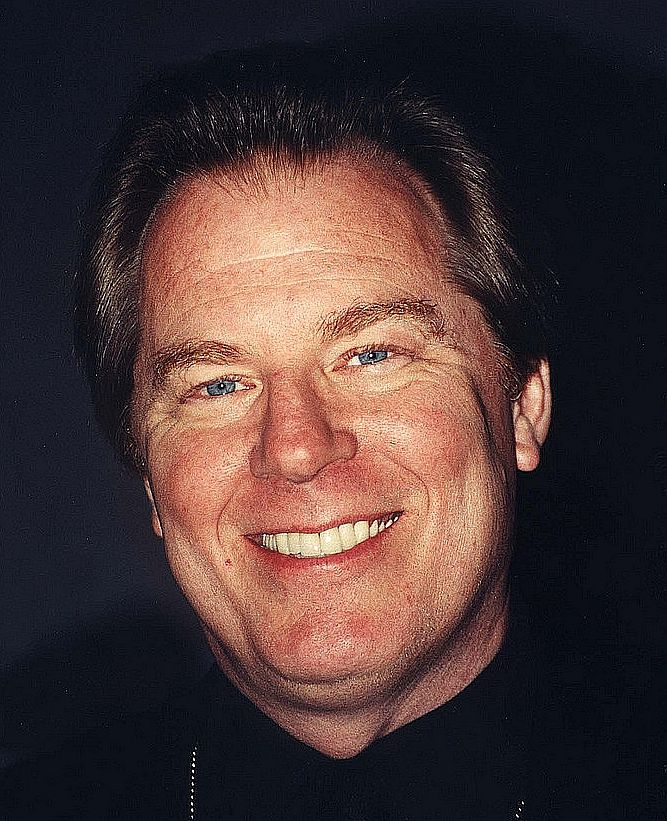
مايكل مكيان

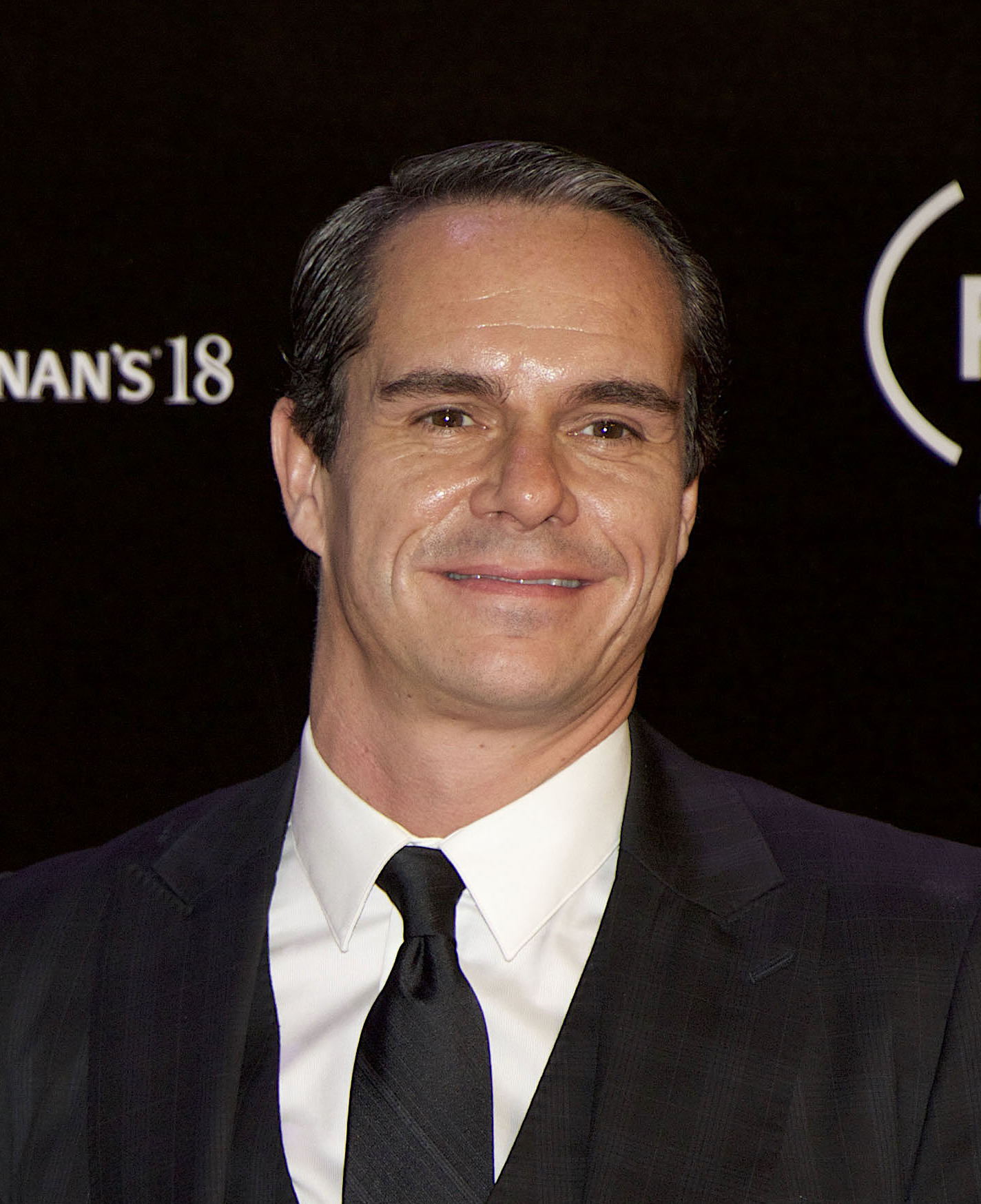
توني دالتون

هاورد هاملين
ناتشو فارغا
تشاك ماكغيل
لالو سالامانكا